# Synagoge (La Ferté-sous-Jouarre)

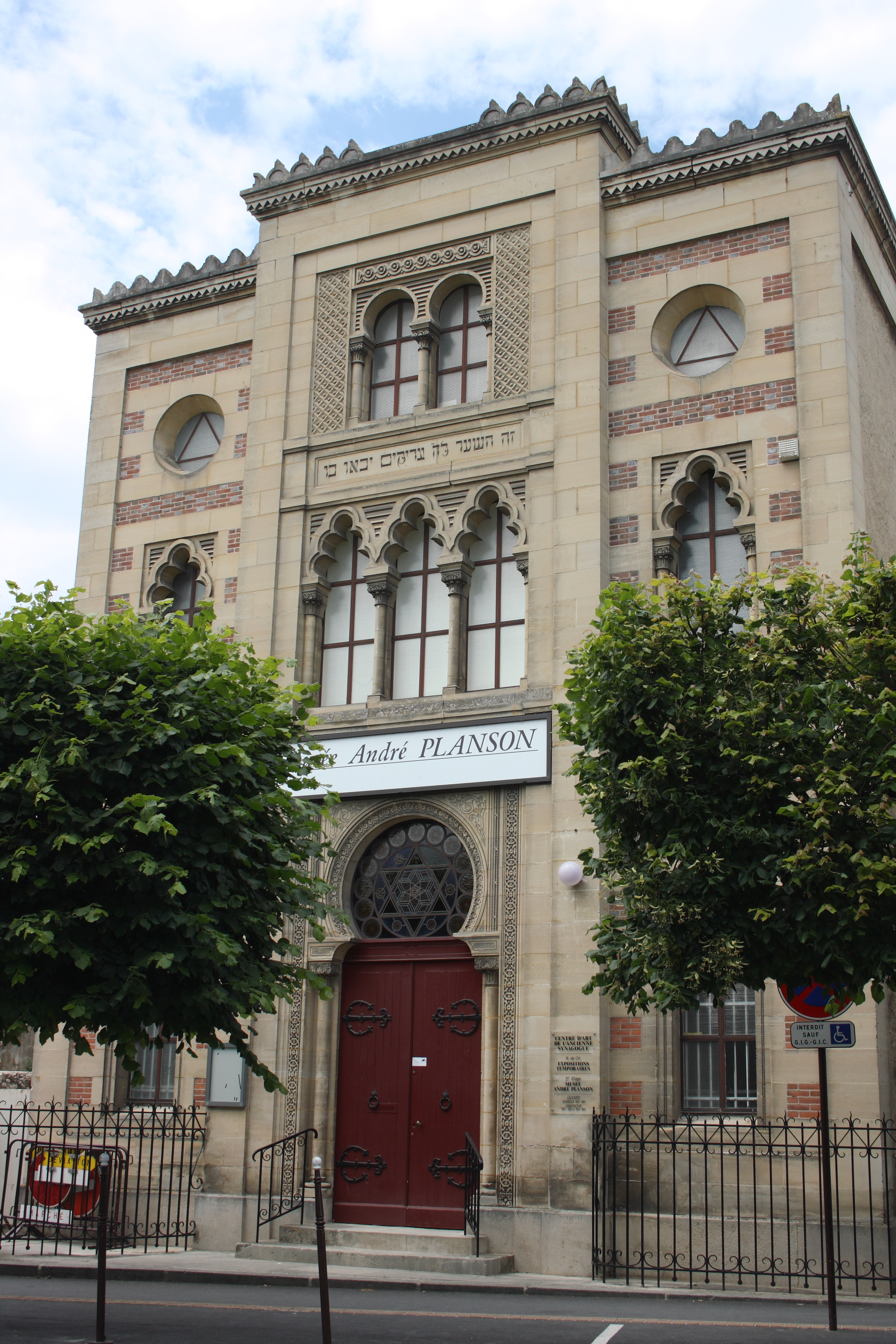
Synagoge in La Ferté-sous-Jouarre

Die Synagoge von La Ferté-sous-Jouarre ist eine Synagoge in La Ferté-sous-Jouarre, einer Stadt im Département Seine-et-Marne der französischen Region Île-de-France. Sie befindet sich am Boulevard de Turenne Nr. 28.

## Geschichte
Die jüdische Gemeinde in La Ferté-sous-Jouarre wurde durch die Zuwanderung von Juden aus dem Elsass nach 1871 bedeutend größer. Mit finanzieller Unterstützung des französischen Staates und der Gemeinde La Ferté-sous-Jouarre konnte 1891 die neue Synagoge errichtet werden. Sie wurde nach den Plänen des Gemeindearchitekten Edmond Fauvet gebaut. Die im maurischen Stil gestaltete Synagoge wurde am 21. September 1891 vom Großrabbiner Zadoc Kahn feierlich eingeweiht.
Während der deutschen Besatzung im Zweiten Weltkrieg erlitt die Synagoge keine größeren Schäden.

## Architektur
Die Synagoge befindet sich mit ihrer Portalfassade am Boulevard de Turenne in der Nachbarschaft repräsentativer Villen des 19. Jahrhunderts. Über dem doppelseitigen, von Säulen gerahmten Portal befindet sich ein Hufeisenfenster mit einem eingeschriebenen Davidstern. Dieser Mittelrisalit hat im ersten Stock ein aufwendig gestaltetes Drillingsfenster und im zweiten Stock ein Zwillingsfenster. Unter dem Dach schließt das Gebäude mit einem Gesims ab.
Über dem Dreifachfenster des ersten Stocks steht in hebräischer Sprache folgende Inschrift: Dies ist das Tor zum Herrn, Gerechte ziehen durch es hinein (Psalm 118,20).

## Heutige Nutzung
Im Jahr 1973 verkaufte die jüdische Gemeinde das Synagogengebäude an die Stadt La Ferté-sous-Jouarre, da sie den Unterhalt des Gebäudes nicht mehr finanzieren konnte. Nach der Renovierung befindet sich seit 2001 im ersten Stock das Musée André Planson mit Werken des Künstlers André Planson (1898–1981). Das Erdgeschoss wird für Wechselausstellungen und andere kulturelle Veranstaltungen genutzt.